# Hafen von Saint John’s
Der Hafen von Saint John’s ist ein Seehafen im Karibischen Meer. Es ist der bedeutendste Hafen für Im- und Export der Inselrepublik Antigua und Barbuda. Saint John’s ist der Haupthafen der Insel Antigua. 
Über den Hafen werden die Exportprodukte Zucker, Rum und Baumwolle verschifft. Das Kreuzfahrtterminal wird von internationalen Kreuzfahrtschiffen angelaufen. Bekannt ist das St. John’s Antigua Light, ein Leuchtturm im Stadthafen. Am Eingang des Hafens steht die verfallene Festung Fort James (1703).